# 고르히-테를지 국립공원
고르히-테를지 국립공원(몽골어: Горхи-Тэрэлж [ɡɔrxi tɛrɛɮʃ])은 1993년 국립공원으로 지정된 몽골의 국립공원이다. 테를지 관광 단지에는 여러 "관광 캠프"(몽골어: жуулчны бааз, Julchny baaz)가 있다. 울란바토르까지 아스팔트 포장도로로 연결되어 있다(동쪽 주요 도로 #A0501 Baganur - 은드르항 방향, 울란바토르 도심에서 37km, 분기 #A24로 좌회전, 5km 후 도로는 툴강과 국립공원을 영토 시작). 길은 Gorkhiin Davaa(몽골어: Горхийн даваа) 고개를 통과한다. 대부분의 관광 캠프와 관광 명소는 이 고개 앞에 있다. 그런 다음 길은 작은 상점과 레스토랑이 있는 테를지 정착지에서 끝난다. 테를지 정착지는 울란바토르 도심에서 약 66km 떨어진 테를지강 계곡에 위치하고 있다. 국립공원 관광 구역은 공식적으로 울란바토르시의 Nalaikh duüreg (구역) 부분에 있으며, 테를지강 북쪽에서 시작되는 나머지 보호 구역은 몽골의 투브주에 있다.

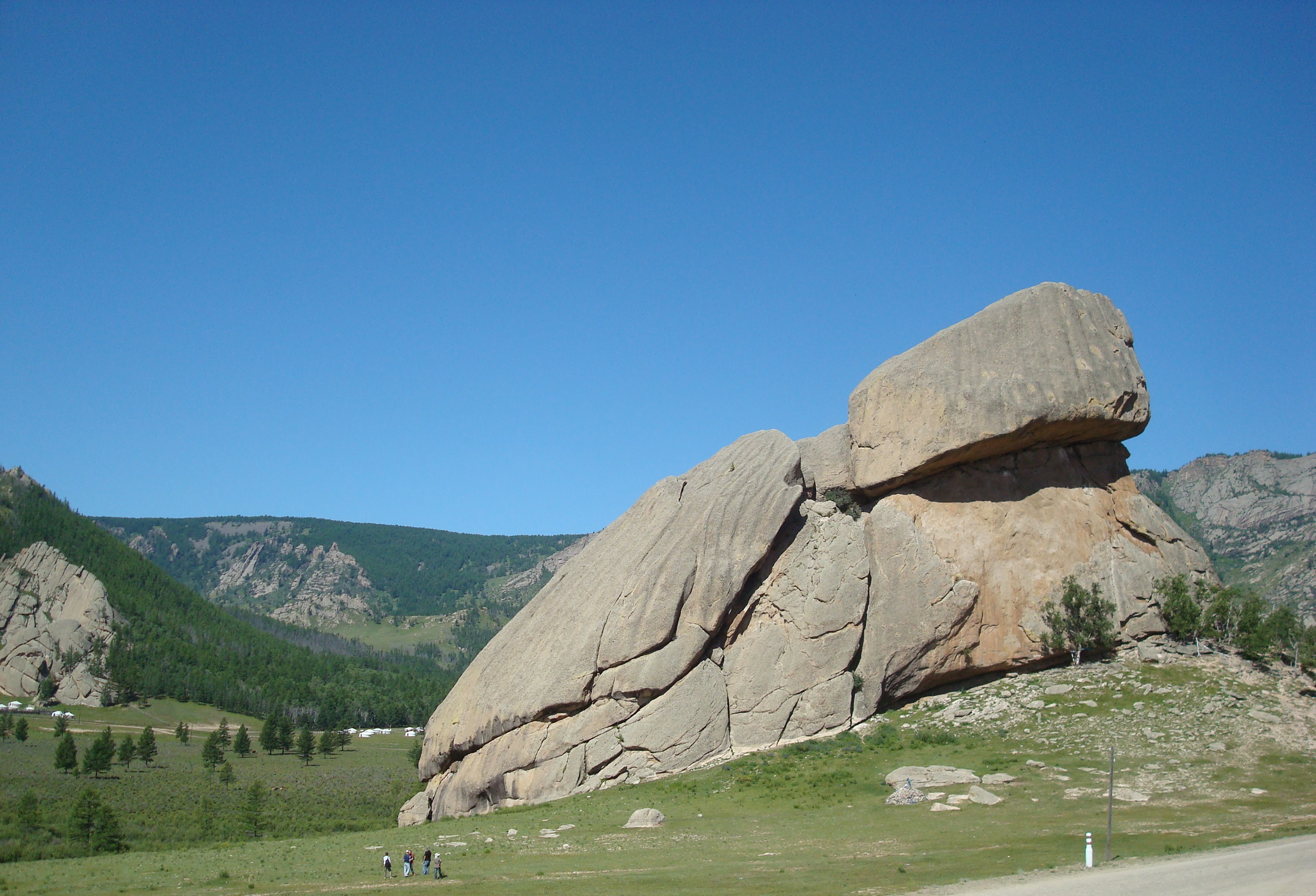
거북바위

천진벌덕에는 몽골의 랜드마크가 된 40m 높이의 기마동상이 있다. 2006년 몽골제국 800주년 기념을 기념하여 몽골의 재벌 젠코(Genco)에서 건립을 시작하여, 2010년 완공되었다. 공원의 작은 남쪽 부분은 관광객을 위해 개발된 레스토랑, 기념품 가게, 임대용 말과 낙타, 관광용 게르 캠프가 있으며, 이들 중 다수는 전 국영 관광 회사인 줄친 공사에서 운영한다. 그러나 대부분의 공원은 개발되지 않아 접근이 어렵다. 관광지로는 관광 캠프에서 상류로 80km 떨어진 20m 깊이의 빙하 호수인 호르 호수와 상류로 18km 떨어진 천연 온천인 예스티 온천이 있다. 공원에는 방문객에게 개방된 라마 불교 사원인 아리야발 사원(새벽사원)이 있다. 공원 야생 동물로는 불곰과 250종이 넘는 새가 있다. 투울강이 공원을 가로질러 흐른다. 이 공원에는 암벽 등반가를 위한 많은 암벽이 있으며, 거북바위(몽골어: Melkhii Khad)와 독서하는 노인(Praying Lama Rock)이라는 두 개의 유명한 암석이 있다.